# خوستو خافيير ميزا
خوستو خافيير ميزا (بالإسبانية: Justo Javier Meza)‏ هو لاعب كرة قدم ومدرب كرة قدم باراغواياني، ولد في 19 يوليو 1967 في أسونسيون في باراغواي. لعب مع سانتياغو واندررز.

## وصلات خارجية
- خوستو خافيير ميزا على موقع الاتحاد الدولي (مؤرشف)  (الإنجليزية)
- خوستو خافيير ميزا على موقع قاعدة بيانات كرة القدم.إي يو (الإنجليزية)
- خوستو خافيير ميزا على موقع قاعدة بيانات كرة القدم.إي يو (الإنجليزية)